# Mariano Cubí y Soler
Mariano Cubí y Soler (ur. 15 grudnia 1801 w Malgrat de Mar, zm. 5 grudnia 1875 w Barcelonie) – hiszpański językoznawca i frenolog.

## Życiorys
Urodził się w katalońskim Malgrat de Mar. Pierwotnie samouk, wiedzę z zakresu językoznawstwa zawdzięczał w dużej mierze Williamowi Caseyowi. Wcześnie wyemigrował do Stanów Zjednoczonych. W tym też kraju uzupełnił braki w wykształceniu, zarabiał na życie jako nauczyciel języków obcych, kolejno w Norfolk, Waszyngtonie oraz Baltimore (1821-1829). Wyemigrował następnie na wciąż pozostającą pod hiszpańską kontrolą Kubę, osiadając w Hawanie. Kierował tam Colegio de Buenavista. W grudniu 1832 przeniósł się ponownie do Stanów Zjednoczonych, kilka miesięcy później natomiast wyjechał do Meksyku. W mieście Tampico otworzył Fuente de la Libertad, placówkę edukacyjną wzorowaną na szkole, którą uprzednio kierował na Kubie. W 1835 ponownie przyjechał do Stanów Zjednoczonych, osiadł tym razem w Nowym Orleanie. Utrzymywał się wówczas z udzielania lekcji języka hiszpańskiego oraz francuskiego. Od lipca 1837 aż do powrotu do rodzinnej Hiszpanii był wykładowcą tak hiszpańskiego oraz francuskiego na Uniwersytecie Luizjany.
Pozostawił po sobie cenione i wielokrotnie wznawiane publikacje dydaktyczne, wykorzystywane przy nauce hiszpańskiego, francuskiego, angielskiego oraz łaciny. Gramatyka hiszpańska jego autorstwa była jedną z najchętniej wykorzystywanych przez uniwersytety amerykańskie w pierwszej połowie XIX stulecia. W Europie szczególnym uznaniem cieszyły się jego podręczniki do nauki hiszpańskiego przez osoby anglojęzyczne oraz do nauki języka angielskiego dla osób hiszpańskojęzycznych. Z czasem poświęcił się przede wszystkim frenologii. Zmarł w Barcelonie, jako światowy autorytet w tej właśnie dziedzinie. Nie porzucił jednak całkowicie językoznawstwa, był gorliwym zwolennikiem reformy ortograficznej języka hiszpańskiego.